# Аменокаль
Аменокал — титул высших традиционных вождей туарегов и верховный лидеров конфедерации.

## Этимология
Этимология термина аменокаль весьма спорна. Этот термин используют только туареги, и трудно найти берберские корни, способные оправдать это значение. Вероятно, это древнее соединение, предполагающее, что последняя часть имеет отношение к термину Кел, который на языке туарегов (и только туарегов) стоит перед именами племен.
Ситуацию усложняет вопрос о возможных (но лингвистически трудных для оценки) отношениях между аменукалом и часто встречающимся термином в древних ливийских надписях, MNKD, соответствующим латинскому «Император». Кроме того, он отметил, что название «королей» из гуанчей на Канарских островах был Mencey, который имеет дополнительную схожесть с amenukal, но все ещё кажется трудно объяснить термин туарегов.

## История
До колониального периода в Магрибе и Сахеле кочевые федерации туарегов выбирали вождя из числа мудрецов своих племен для управления конфедерациями.
- На территории современного Алжира аменокаль возглавлял конфедерацию туарегов Кель Ахаггар с момента её основания (около 1750 года)[2]. Он находился под колониальным французским сюзеренитетом с 1903 года, но больше не признавался после обретения Алжиром независимости. Окончательно была отменен в 1977 году.

- В северных горах нынешнего Нигера в начале 15 века конфедерацией туарегов было основано государство Аир под властью аменокаля, который также назывался арабским мусульманским титулом «султан», ввиду чего его также называют берберским султанатом.

Согласно традиции, первым вождем туарегов была женщина, Тин-Хинан, основательница общины Ахаггар. Её монументальная гробница находится в Абалессе в регионе Хоггар.